# Cooyoo australis
Cooyoo australis es una especie monotípica del género extinto de peces Cooyoo.

## Descripción
Fue un depredador dominante del mar de Eromanga. Al igual que todos los demás ictiodectidos, depredaba peces más pequeños y poseía grandes dientes cónicos que le permitían atraparlos fácilmente. En contraste, Cooyoo era presa de animales más grandes, ya que se ha encontrado un cráneo con marcas de mordeduras potencialmente mortales, que corresponden a un plesiosaurio policotílido, un pterosaurio ornitoqueiroide o, muy probablemente, al ictiosaurio Platypterygius.
Se describió inicialmente a partir de un espécimen completo de aproximadamente 1,1 m (3,6 pies) de longitud, y se han encontrado otros restos fósiles, incluyendo cráneos casi completos. En 2011, se descubrió en el noroeste de Queensland un fósil intacto de 2,5 m (8,2 pies) de longitud, apodado «Wandah». Según Rob Levers, fundador y presidente del museo Kronosaurus Korner, fue posible detectar el pez en el estómago de ese espécimen. Es el pez óseo más grande conocido del mar de Eromanga.